# Pizzo Recastello
Il pizzo Recastello (in bergamasco ol Recastèl) è una montagna delle Alpi Orobie alta 2886 m s.l.m. È situato in alta val Seriana, sul lato sud della conca del Lago del Barbellino.
La montagna è la settima vetta in ordine di altezza della provincia di Bergamo dopo il pizzo Coca (3050 m), il pizzo Redorta (3038 m), la punta Scais (3038 m), il pizzo del Diavolo della Malgina (2924 m), il pizzo del Diavolo di Tenda (2914 m) e il monte Torena (2911 m).

## Storia
La prima ascensione della montagna fu portata a termine nell'estate 1876 dall'alpinista bergamasco Antonio Baroni, in compagnia dell’imprenditore Emilio Torri.

## Accessi

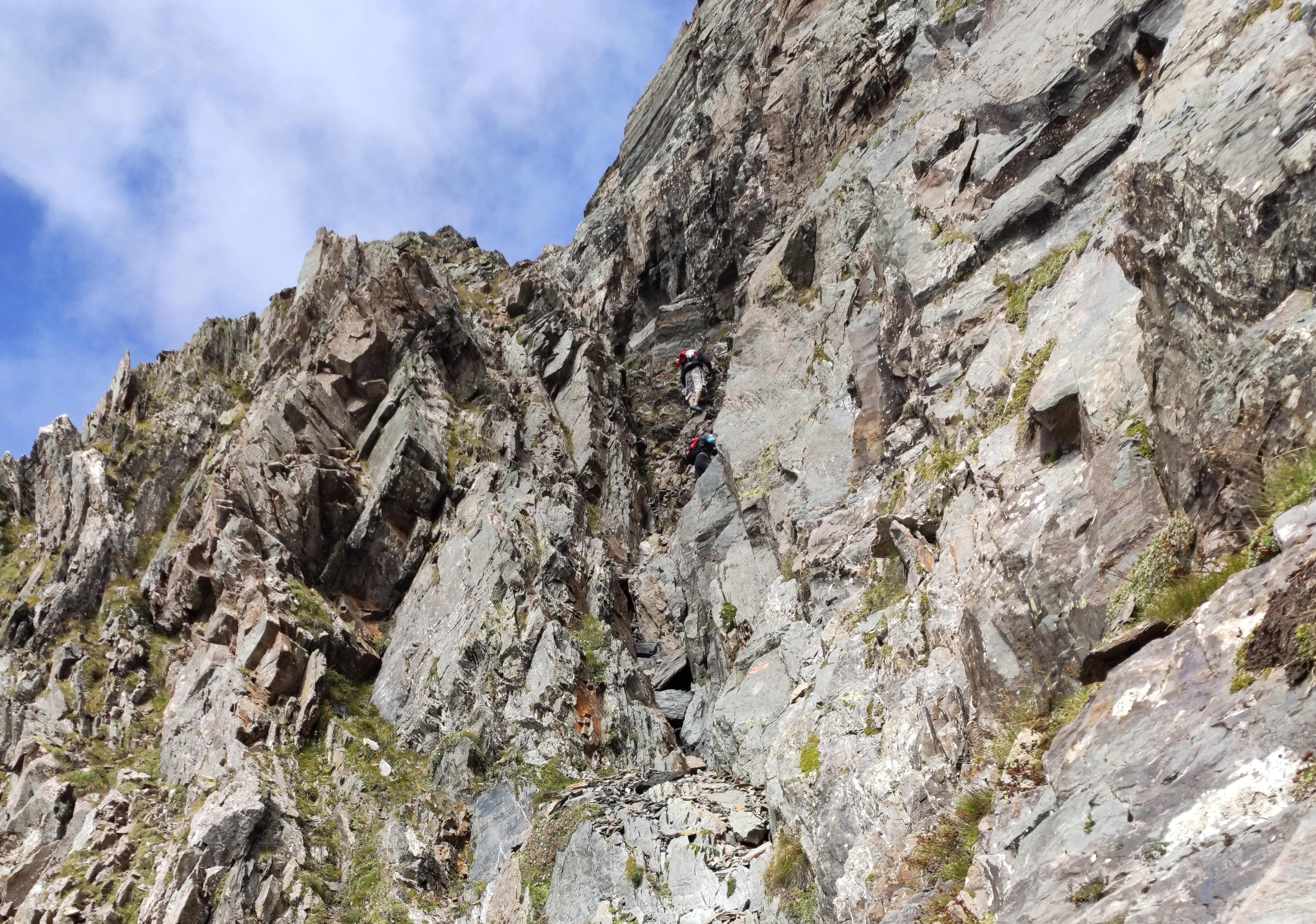
Il canale attrezzato della via normale

Per raggiungerlo dalla via più breve si parte da Valbondione, in provincia di Bergamo, si prende il sentiero per il rifugio Curò, quindi si costeggia il lago del Barbellino fino alla prima cascata sulla destra, dove bisogna prendere il Sentiero Naturalistico Antonio Curò.
Una volta saliti lungo il sentiero che costeggia a ovest la prima cascata si prosegue diritto seguendo l'avvallamento che sale per la Val Cerviera fino a un secondo salto, anch'esso da superare ma sulla sinistra. A questo punto, piegando a destra si giunge ai Laghi della Cerviera, mentre proseguendo per il sentiero Curò si raggiunge, dopo un'altra ripida salita, la deviazione per il Pizzo Recastello. Si sale quindi per la vallata e si oltrepassa un ghiaione fino a raggiungere il canalino attrezzato con una catena che serve da aiuto alla salita per raggiungere la vetta. Da qui per arrivare in vetta si può seguire la cresta o proseguire lungo il sentiero, facendo attenzione agli smottamenti, lungo il sentiero che dal lato nord porta in cima.
Dalla vetta si ha un'ampia visuale sul Pizzo Coca, parte del Pizzo Redorta, Pizzo del Diavolo della Malgina, Monte Gleno, Pizzo dei Tre Confini e sulla vallata che si apre attorno al lago del Barbellino.

## Galleria d'immagini

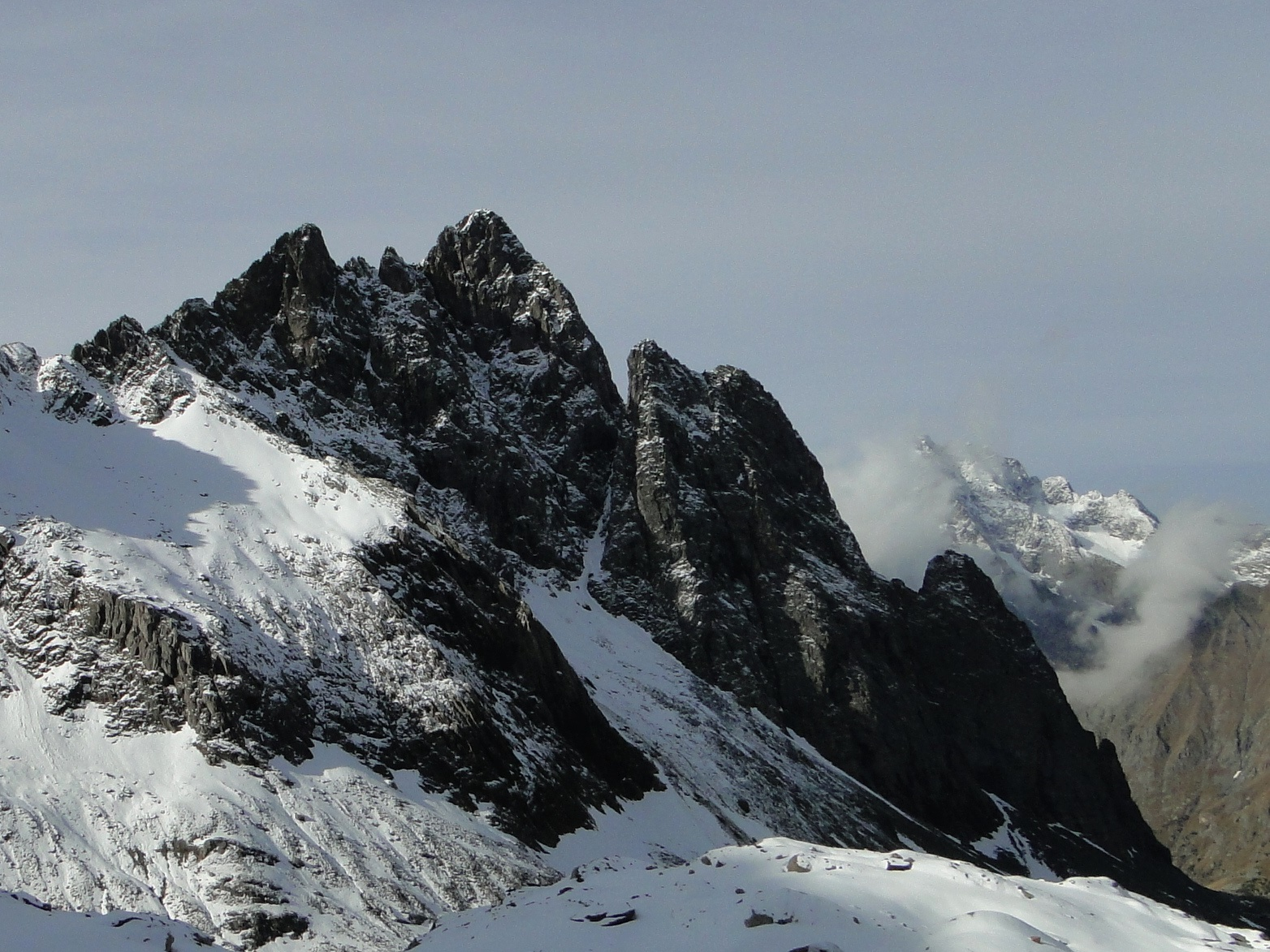
Il Recastello visto da nord-est
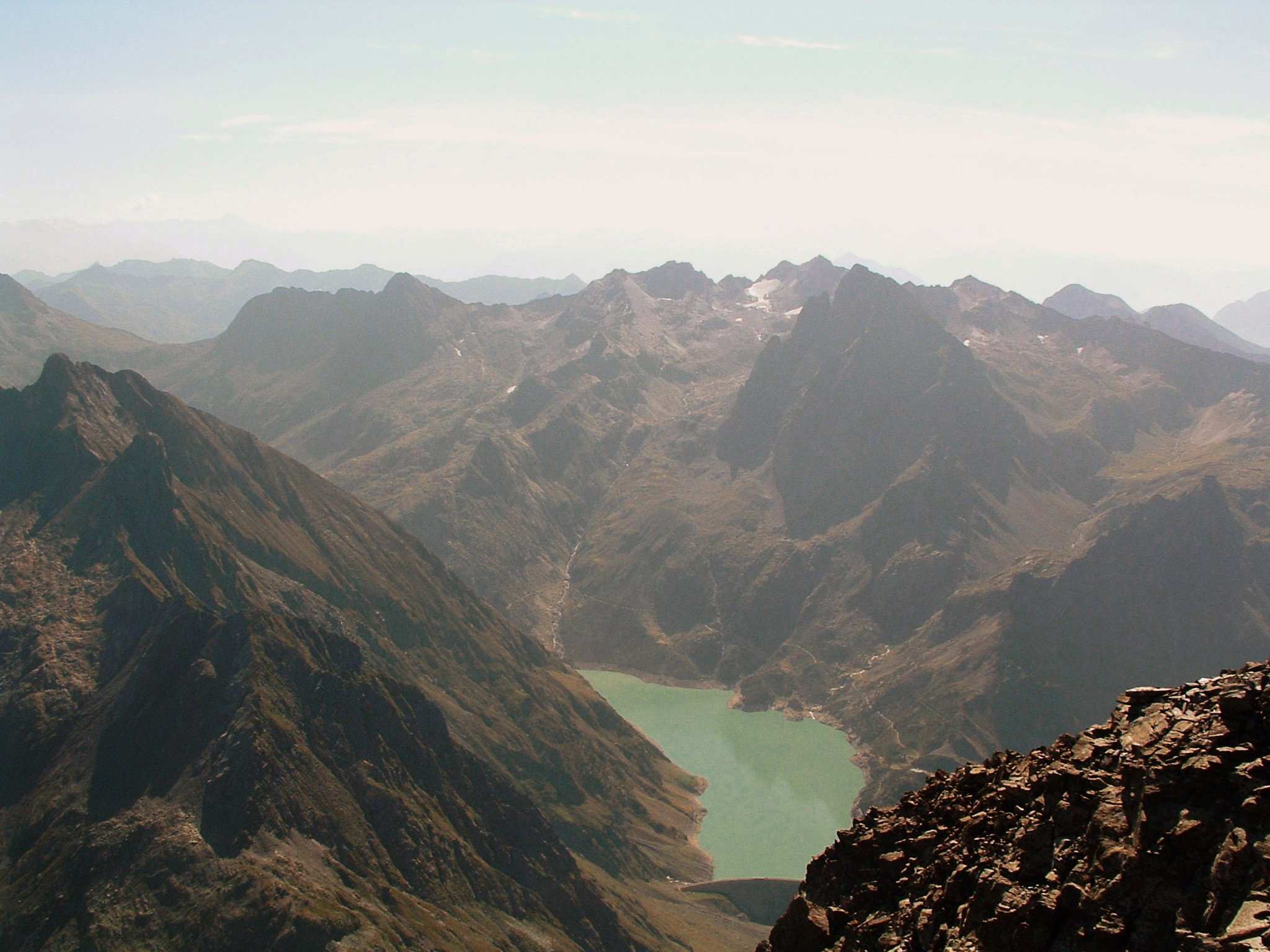
Il Pizzo Recastello visto dal Pizzo Coca
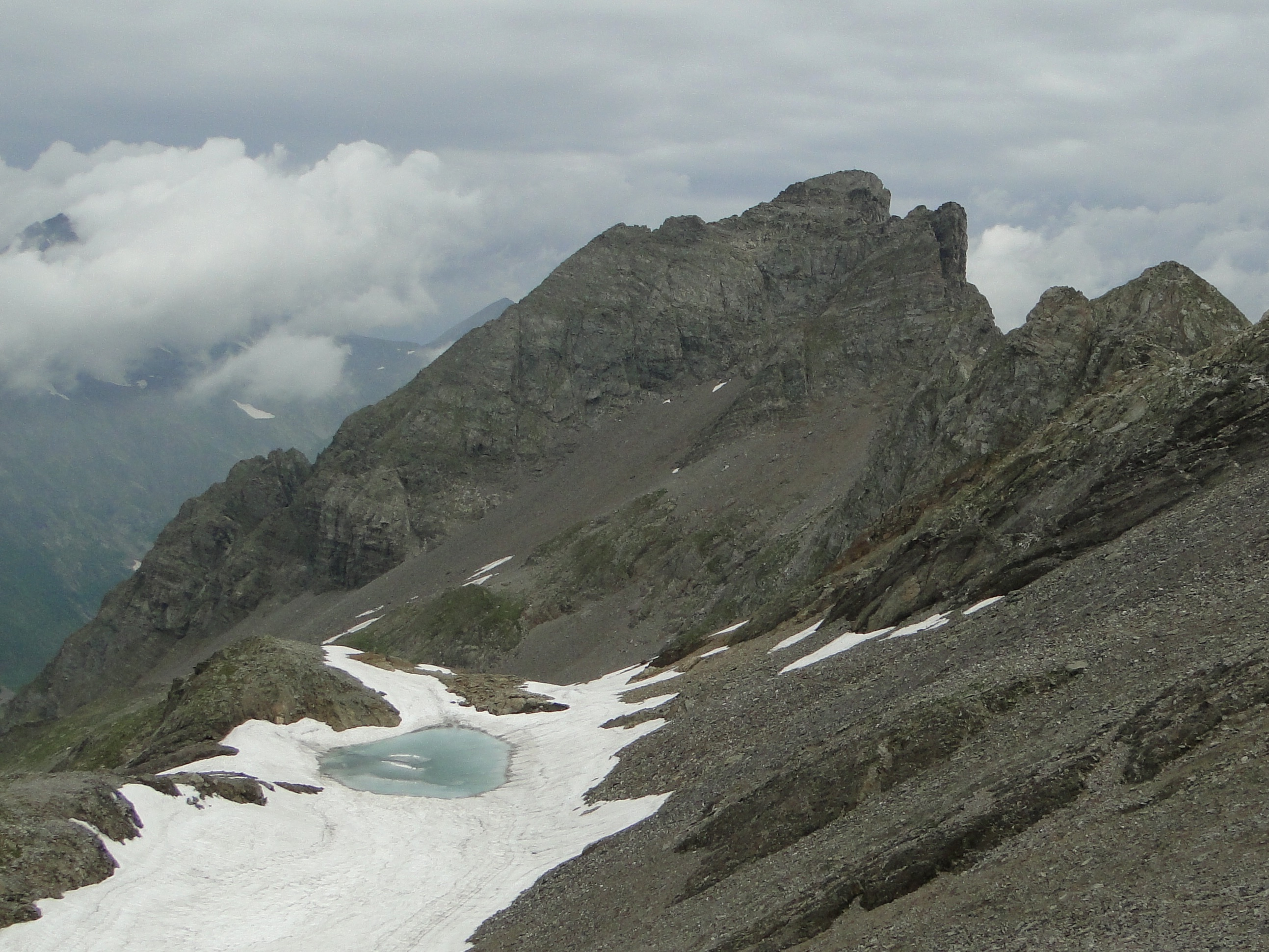
Il Pizzo Recastello visto da Est, dal Pizzo dei Tre Confini
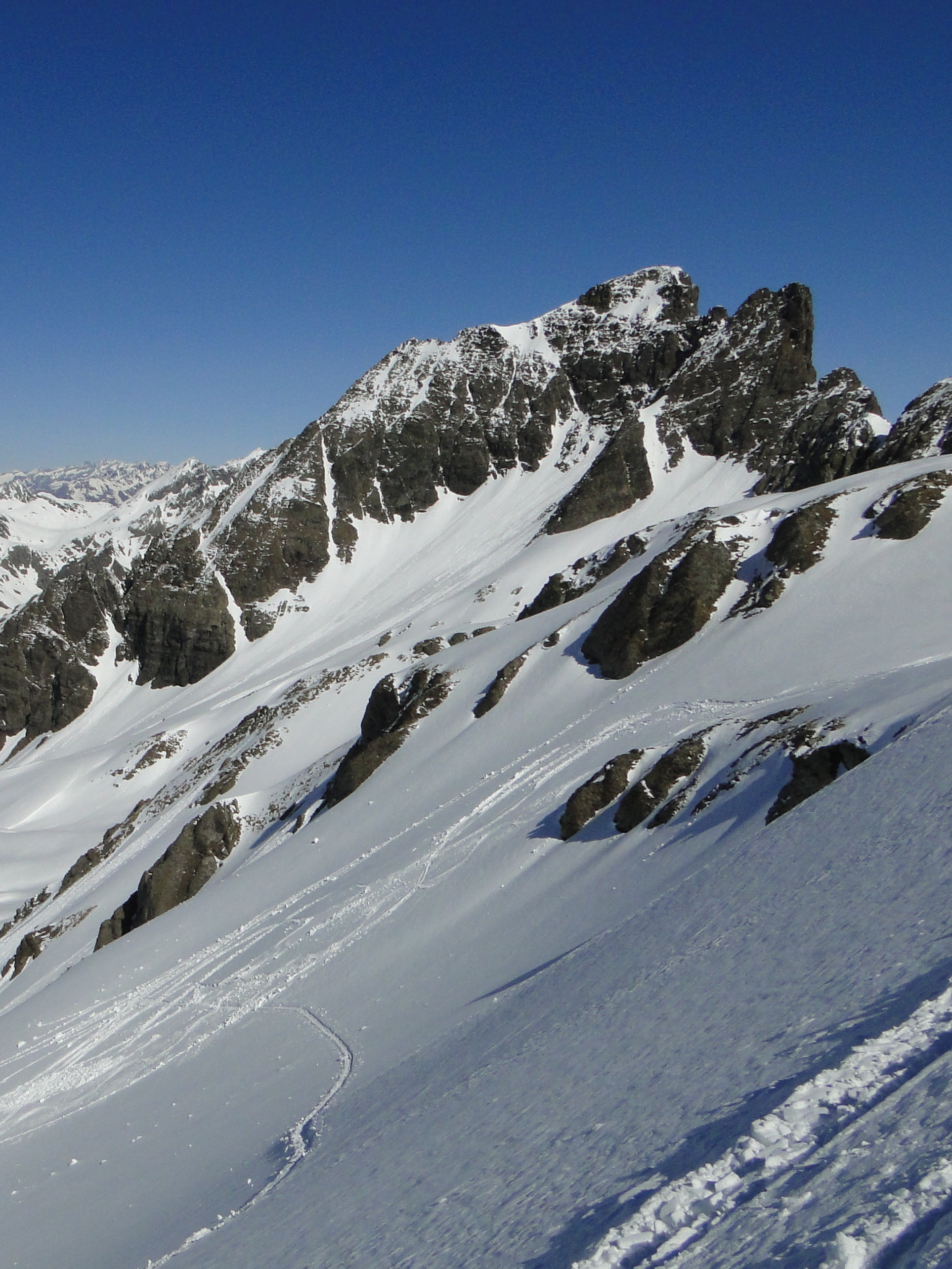
Vista invernale del Pizzo Recastello dal Pizzo dei Tre Confini
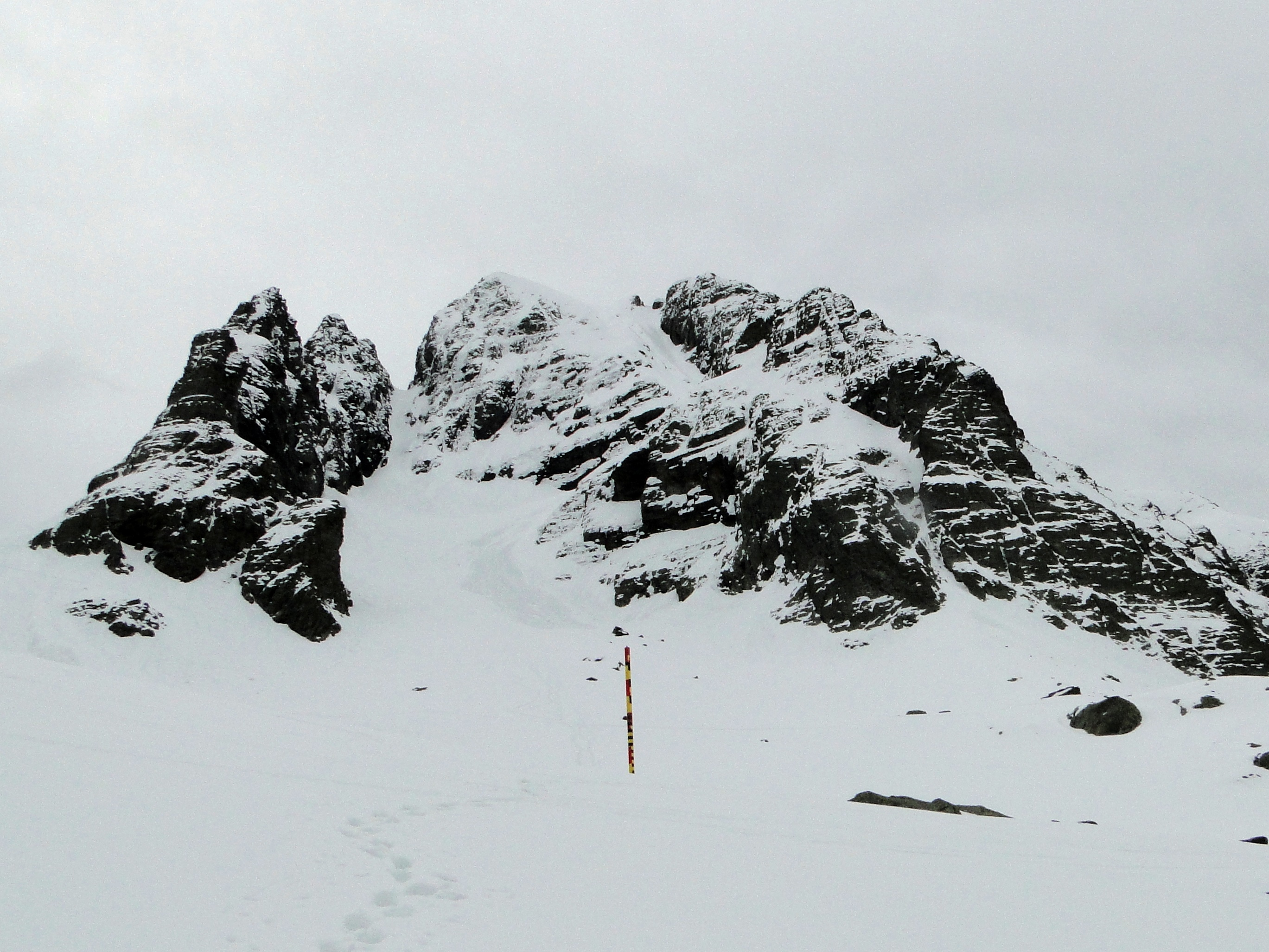
Il Pizzo Recastello ed i Corni Neri visti da Nord, dalla valle del Trobio
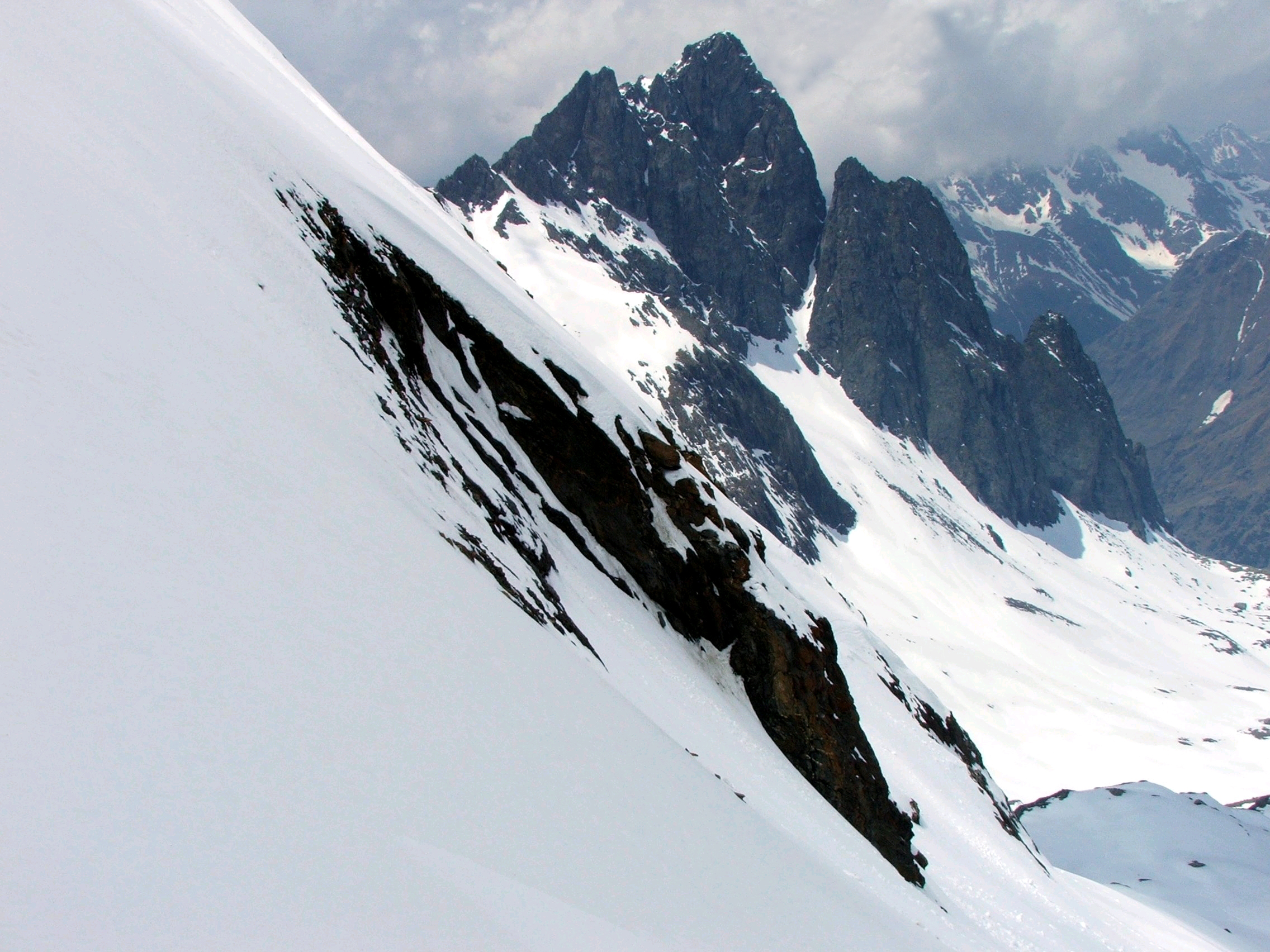
Il Pizzo Recastello visto dal monte Gleno
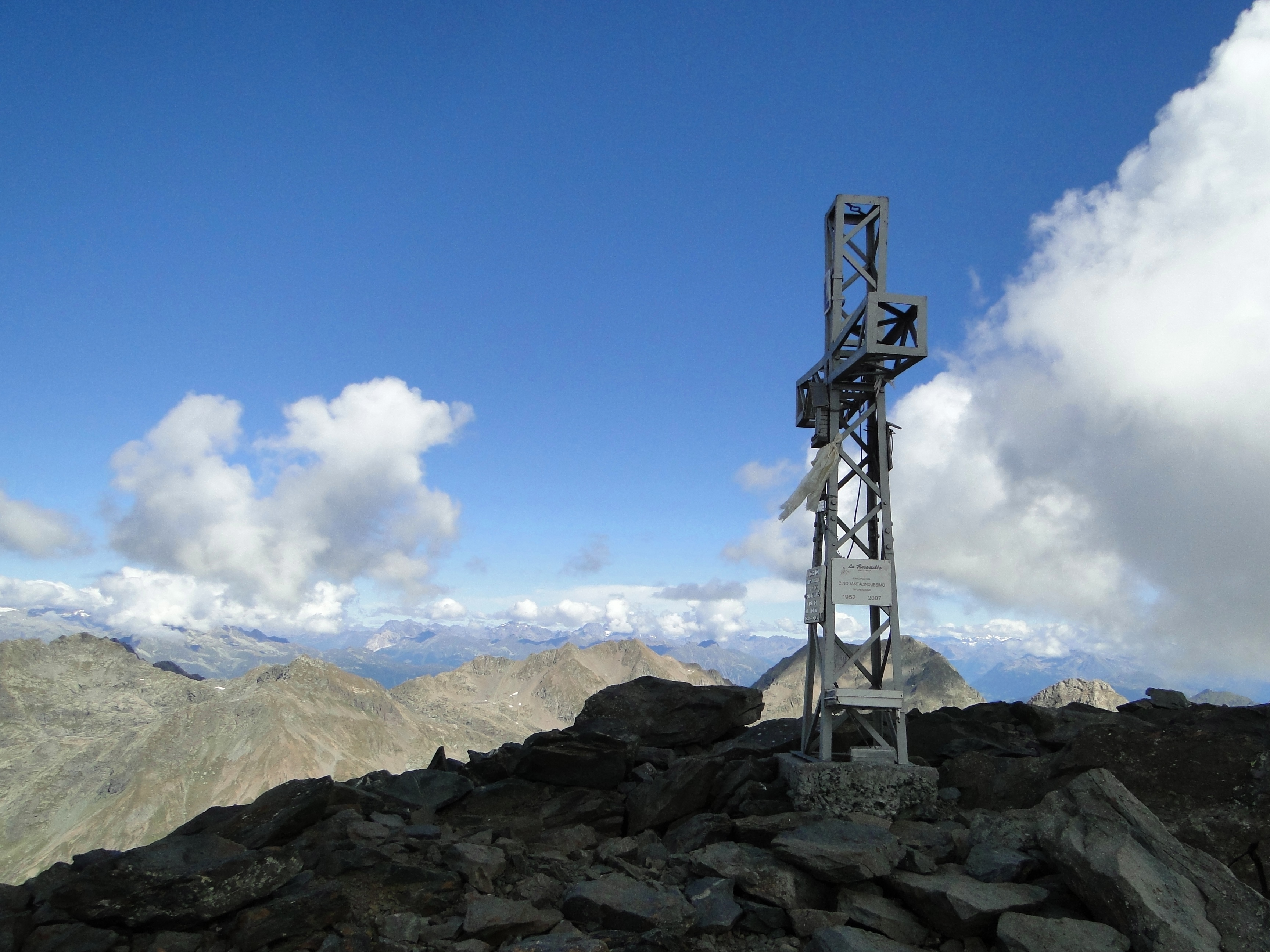
La croce di vetta